# پاهولی
پاهولی (به لاتین: Pahulj) یک منطقهٔ مسکونی در مونته‌نگرو است که در شهرداری پتنیکا واقع شده‌است. پاهولی ۱۱۰ نفر جمعیت دارد.